# Премия имени Бруно Понтекорво
Пре́мия и́мени Бру́но Понтеко́рво — международная премия, ежегодно присуждаемая Учёным советом Объединенного института ядерных исследований за заслуги в области физики элементарных частиц. Основана в 1995 году. Названа в честь Бруно Максимовича Понтекорво.

## Лауреаты
- 1995 — Уго Амальди[нем.] (Италия) — за цикл экспериментальных результатов по физике слабых взаимодействий.
- 1996
  - Лев Борисович Окунь — за теоретические исследования в области физики элементарных частиц.
  - Семён Соломонович Герштейн — за теоретические исследования в области электрослабых взаимодействий.
- 1997 — Клаус Винтер[нем.] (ФРГ) — за экспериментальные исследования в области нейтринной физики на ускорителях.
- 1998 — Владимир Михайлович Лобашёв — за выдающийся вклад в исследования по физике электрослабых взаимодействий.
- 1999 — Раймонд Дэвис (США) — за выдающиеся достижения в разработке хлор-аргонового метода регистрации солнечных нейтрино.
- 2000 — Георгий Тимофеевич Зацепин, Владимир Николаевич Гаврин — за выдающийся вклад в исследования солнечных нейтрино галлий-германиевым методом в Баксанской нейтринной обсерватории.
- 2001 — Николас П. Самиос (нем.) (БНЛ, Брукхейвен, США) — за выдающийся вклад в физику частиц.
- 2002 — Самоил Михелевич Биленький — за теоретические исследования в области осцилляций нейтрино.
- 2003 — Ёдзи Тоцука (КЕК, Цукуба, Япония) — за выдающийся вклад в открытие осцилляций мюонных нейтрино.
- 2004 — Артур Макдональд (Королевский университет, Кингстон, Канада) — за доказательство осцилляций солнечных нейтрино в эксперименте SNO (Нейтринная обсерватория в Садбэри, Канада).
- 2005 — Станислав Павлович Михеев, Алексей Юрьевич Смирнов, Линкольн Вольфенштейн — за предсказание и исследование влияния вещества на осцилляции нейтрино, получившее название «эффекта Михеева — Смирнова — Вольфенштейна».
- 2006 — Ацуто Судзуки (КЕК, Цукуба, Япония) — за открытие осцилляций реакторных электронных антинейтрино и регистрацию геоантинейтрино в эксперименте KamLAND (Камиока, Япония).
- 2007 — Антонино Дзикики[англ.] (Национальный институт ядерной физики, Италия, отделение в Болонье и ЦЕРН) — за фундаментальный вклад в создание крупнейшей подземной Национальной лаборатории Гран-Сассо и в создание крупномасштабных физических установок для исследования солнечных и ускорительных нейтрино.
- 2008 — Валерий Анатольевич Рубаков — за значительный вклад в исследования тесной взаимосвязи физики частиц, астрофизики и космологии и в построение принципиально новой теории физического пространства.
- 2009 
  - Александр Дмитриевич Долгов (ИТЭФ, Москва, Россия) — за фундаментальные результаты по осцилляциям и кинетике нейтрино в космологии.
  - Генри В. Собель (нем.) (Калифорнийский университет, Ирвайн, США) — за значительный вклад в эксперименты по нейтринным осцилляциям[2].
- 2010 
  - Сергей Петков (нем.) (SISSA/INFN, Триест, Италия; Болгарская академия наук) — за фундаментальный вклад в исследование прохождения нейтрино в материи.
  - Ёитиро Судзуки (нем.) (Токийский университет, Япония) — за выдающийся вклад в открытие осцилляций атмосферных и солнечных нейтрино в эксперименте Super-Kamiokande.
- 2011 — Стэнли Войчицки (англ.) (Лаборатория имени Э. Ферми, США) — за выдающийся вклад в создание детектора MINOS, за новые результаты, полученные в области физики частиц и, особенно, в области осцилляций нейтрино[3].
- 2012 — Этторе Фиорини (нем.) (Миланский университет, Италия) — за выдающийся вклад в эксперименты по поиску безнейтринного двойного бета-распада, в развитие полупроводниковой и криогенной техники регистрации этого процесса[4].
- 2013 — Лучано Майани (Университет Рима, Италия) — за выдающийся вклад в физику элементарных частиц, в частности физику слабых взаимодействий и нейтрино[5].
- 2014 — Григорий Владимирович Домогацкий (ИЯИ РАН, Москва) — за выдающийся вклад в развитие нейтринной астрофизики высоких энергий и нейтринной астрономии, в частности, пионерские работы по разработке методики детектирования нейтрино высоких энергий подводным детектором и создание действующей установки на озере Байкал[6].
- 2015 — Джанпаоло Беллини[нем.] (INFN, Миланский университет) — за выдающийся вклад в развитие новых методов регистрации нейтрино низких энергий, реализованных в детекторе Borexino, и важные результаты, полученные в этом эксперименте по регистрации солнечных и гео-нейтрино.
- 2016 — Ван Ифан (нем.) (Институт физики высоких энергий АН Китая, Пекин, Китай; глава проекта JUNO), Ким Су Бон (Ким Су-Бонг) (англ.) (Сеульский национальный университет, Республика Корея), Коитиро Нисикава (нем.) (KEK, Цукуба, Япония)[7] — за выдающийся вклад в изучение явления нейтринных осцилляций и измерение угла смешивания нейтрино {\displaystyle \theta _{13}} в экспериментах Daya Bay, RENO и T2K[8][9].
- 2017 — Джанлуиджи Фольи (итал. Gianluigi Fogli) (Университет Бари и INFN, Бари, Италия), Элиджо Лизи (итал. Eligio Lisi) (INFN, Бари, Италия)[10] — за новаторский вклад в развитие глобального анализа данных об осцилляциях нейтрино, полученных из различных экспериментов[11].
- 2018 — Фрэнсис Халзен[нем.] (Университет штата Висконсин, Мэдисон, США) — за ведущую роль в создании детектора IceCube и экспериментальное открытие космологических нейтрино очень высоких энергий[12]
- 2019 — Фабиола Джанотти (ЦЕРН) — за ведущий вклад в экспериментальные исследования фундаментальных взаимодействий и открытие бозона Хиггса[13][14]
- 2020 — Кимио Нива (Нагойский университет, Япония) — за разработку метода ядерной эмульсии высокого разрешения, который позволил идентифицировать тау-нейтрино, а также напрямую наблюдать тау-нейтринные осцилляции[15].